# Hasan Piker
Hasan Doğan Piker, znany jako HasanAbi (ur. 25 lipca 1991 w New Brunswick) – turecko-amerykański dziennikarz, youtuber, streamer internetowy i lewicowy komentator polityczny.
Jego kanał w serwisie YouTube w styczniu 2025 miał ponad 1 520 000 subskrybentów.

## Życiorys
Pracował jako dziennikarz radiowy i producent w The Young Turks oraz jako felietonista w „HuffPost”. Prowadzi transmisje na Twitchu, gdzie omawia politykę, wiadomości, problemy społeczne, bieżące wydarzenia, gra w różne gry wideo i omawia kontrowersyjne tematy, często z socjalistycznej perspektywy. Zaliczany jest do twórców BreadTube, czyli luźnej i nieformalnej grupy internetowych twórców, którzy zajmują się publikowaniem wideo o lewicowej treści.
Urodził się w rodzinie tureckiej w New Brunswick, ale wychował się w Stambule. Rodzina jego ojca wyemigrowała z Dramy w Grecji do Turcji. Piker powrócił do Stanów Zjednoczonych i rozpoczął naukę na Uniwersytecie w Miami, a następnie przeniósł się na Uniwersytet Rutgersa, gdzie w 2013 ukończył studia z wyróżnieniem, uzyskując podwójny kierunek studiów: nauki polityczne i komunikację społeczną.
Podczas rosyjskiej inwazji na Ukrainę Piker, we współpracy z CARE, zebrał ponad 200 000 dolarów na fundusze pomocowe dla Ukrainy, grając w Elden Ring. Jego streamy oglądało średnio ponad 70 000 osób.
Podczas wojny Izraela z Hamasem w 2023 zbiórka charytatywna Pikera na jego kanale osiągnęła kwotę ponad 1 000 000 dolarów (stan na 21 października 2023) na rzecz Palestyńskiego Funduszu Pomocy Dzieciom, Amerykańskiej Pomocy Uchodźcom Bliskowschodnim, Pomocy Medycznej dla Palestyńczyków i Palestyńskiego Czerwonego Półksiężyca.

## Poglądy
Określał siebie jako progresywistę, lewicowca i socjalistę. Opowiadał się za demokracją w miejscu pracy, powszechną opieką zdrowotną, feminizmem intersekcjonalnym, prawami LGBTQ+ czy antysyjonizmem, a także przeciwko wojnie, imperializmowi, islamofobii, białej supremacji, faszyzmowi i kapitalizmowi.
Chociaż wspierał Berniego Sandersa w prawyborach prezydenckich w 2016 oraz 2020, to krytykuje Partię Demokratyczną i Republikańską.